# Csizmadia Nándor
Csizmadia Nándor (Gölle, 1936–) okleveles építészmérnök. Építészmérnöki oklevelének száma: 1924/1961. A Budapesti Műszaki és Gazdaságtudományi Egyetem Szenátusa 2011-ben aranydiploma adományozásával ismerte el értékes mérnöki tevékenységét.

## Szakmai pályafutása
Érettségit követően magasépítő-ipari technikusi oklevelet szerzett, majd egy évig az IPARTERV-ben dolgozott műszaki rajzolóként. Mérnöki diplomájának megszerzése után az ÉM 45. sz. Állami Építőipari Vállalatnál kezdte építészmérnöki tevékenységét. A munka mellett betontechnikusi továbbképzésben részesült. 1963-tól a Könnyűipari Szerelő és Építő Vállalathoz szerződött. 1967 és 1969 között az ÉKME mérnöki kar "ACÉLSZERK" levelező szakán acélszerkezeti szakmérnöknek tanult. 1970-ben kidolgozta a "KIPSZER TÉRRÁCS" néven ismertté vált konstrukció acélszerkezeti váz rendszerét. 1973-tól a cég építő-kivitelező részlegéhez került ahol könnyűszerkezetes főépítésvezető volt, majd a teljes kivitelezői részleg vezetésével bízták meg. 1967-től 1997-ig a KIPSZER tervezőirodájában dolgozott, először mint műteremvezető, később mint irodavezető. 1992-től egy évet a DUNAFERR-PLÁN Kft., majd 1993-tól nyugdíjazásig a SCANINVEST Kft. alkalmazásában tevékenykedett. Nyugdíjasként még további 10 évet dolgozott a szakmában, mint tanácsadó és felelős műszaki vezető.